# 崇庆路
崇庆路，元朝时设置的路。
至元十二年（1275年）改崇庆府置，治所在晋原县（今四川省崇州市）。辖境相当今四川省崇州、新津两市县地。属陕西四川行中书省。二十年（1283年）改为崇庆州。